# Valerio Scanu
Valerio Scanu (né le 10 avril 1990 dans l'île de La Maddalena, au nord de la Sardaigne) est un chanteur et parolier italien.  
Il remporte en 2010 le Festival de Sanremo avec la chanson Per tutte le volte che. Il a publié un EP, cinq albums dont un album (CD et DVD) live, un album (CD)  et quatorze singles. Le classement officiel FIMI a certifié ses ventes globales à plus de 195 000 copies.

## Biographie

### Ses débuts
Scanu hérite sa passion pour le chant de son père. Puis il participe pour la première fois à une émission de télévision Canzoni sotto l’albero. En 2002 Scanu participe à l'émission de télévision Bravo Bravissimo et remporte le premier prix avec la chanson Cambiare d’Alex Baroni,.

### Participation àAmici, premier album et tournée
C'est en 2008, en participant au talent show italien Amici di Maria De Filippi, en se classant deuxième, que Scanu se fait connaître du grand public. 
Le 10 avril 2008, la EMI Music publie le premier EP de Valerio, Sentimento (certifié disque d'or - source GFK). Sentimento est le single qui donne le nom à l'album. Une autre chanson de l'Ep devient un vidéoclip : Dopo Di Me. Suivent ses concerts un peu partout en Italie. La EMI Music fait graver par Valerio Listen de Beyoncé Knowles.
Le 9 octobre 2009 sort le nouvel EP, Valerio Scanu. Il contient 2 cover (Listen de Beyoncé Knowles et Could it be magic de Barry Manilow) et 5 chansons inédites en anglais et en italien. 
Pour la réalisation de ce nouveau projet musical, la EMI Music choisit un producteur de musique : Charlie Rapino. De la chanson Ricordati di noi sont tirés deux vidéoclips officiels. Un troisième vidéolip est tiré de la chanson Polvere di stelle. Valerio Scanu continue à se produire en concert un peu partout en Italie.

### Festival de Sanremo 2010, album et tournée
En 2010 il participe à la 60e édition du Festival de Sanremo 2010 avec la chanson Per tutte le volte che…, écrite pour lui par Pierdavide Carone. La chanson remporte la victoire du Festival et anticipe le nouvel album Per tutte le volte che…, contenant neuf chansons enregistrées entre l’Italie et Londres, qui obtient le disque d’or (source GFK). Le single Per tutte le volte che… obtient le disque de platine (30 000 exemplaires). Du disque sont tirés deux single : Credi in me et Indissolubile, tous les deux accompagnés d'un vidéoclip. Deux autres vidéoclips officiels proposent la chanson qui donne le titre à tout l'album.
De cette chanson gagnante du Festival de Sanremo 2010 avec le refrain « faire l’amour sous toutes ses formes, dans tous les lieux, dans tous les lacs » est tiré le titre de sa tournée, In Tutti i Luoghi Tour 2010, qui a lieu du mois d’avril jusqu’à la fin de l’été dans beaucoup de localités italiennes.

### L'albumParto da quiet la tournée
Pendant la tournée 2010, Scanu et son staff commencent déjà à travailler aux chansons qui feront partie du nouvel album Parto da qui, qui sera publié le 9 novembre 2010. Il est annoncé par le single Mio, accompagné d'un vidéoclip officiel. Un deuxième vidéoclip est tiré de la chanson L'Amore cambia. La chanson Parto da qui qui donne le titre à l'album a été composée par Valerio lui-même, en collaboration avec Mario Cianchi pour les paroles, sur la musique de Claudio Guidetti. Il est suivi d'un tour qui le conduit un peu partout en Italie.

### L'albumCosì diversoet la tournée
Le 19 mars 2012 est publié le quatrième album, intitulé Così diverso, anticipé par le single Amami, suivi d'un vidéoclip. Le 1er juin 2012 est extrait le deuxième single de l'album, Libera mente, lui aussi suivi d'un vidéoclip, et le même mois commence son Così diverso tour, avec un grand nombre de concerts, qui se conclut le 17 décembre 2012 avec un concert de Noël à l'Auditorium Parco della Musica de Rome que le jeune artiste a voulu financer et organiser personnellement.
Après l'album (certifié disque d'or - source GFK) le chanteur entreprend, à partir du 25 février 2013, un tour en acoustique dans des théâtres en Italie et aussi en Suisse, à Locarno. Ce nouveau tour est toujours centré aussi bien sur cet album que sur les précédents albums, mais avec de nouveaux arrangements. Scanu dédie toute la tournée à la défense des femmes victimes de la violence et collabore avec certaines associations comme "Differenza donna".

### Album et DVDValerio Scanu Live in Romaavec la NatyLoveYou et nouveaux projets
Le 11 juin 2013 sort le CD+DVD Valerio Scanu Live in Roma contenant le concert que le chanteur a offert à son public à l'Auditorium Parco della Musica de Rome, le 17 décembre 2012. Durant ce concert il a chanté des chansons de son répertoire, mais aussi des covers, surtout en anglais, et des duos avec deux chanteuses, Ivana Spagna et Silvia Olari. Le projet a été entièrement financé et organisé par le chanteur et la maison d'édition récemment fondée par lui-même, la NatyLoveYou ,, qui devient ainsi sa maison d'édition officielle après la rupture avec son ancienne maison d'édition. Les concerts en Live acoustique prévus pour l'été 2013 sont eux aussi gérés personnellement par le chanteur.

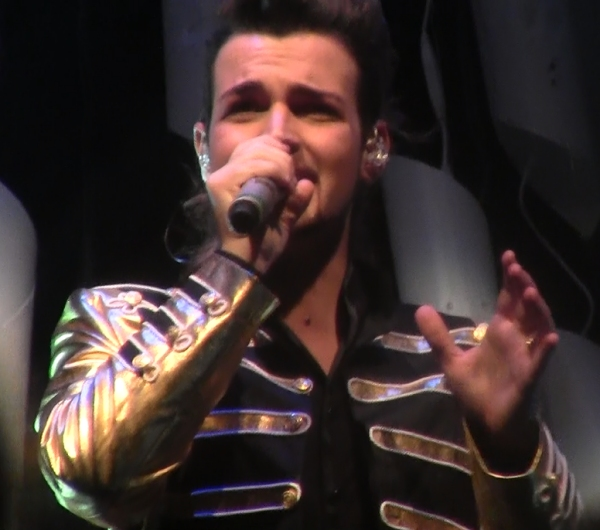
Valerio Scanu - concert de Rome (Auditorium Parco della Musica) - 15-12-2013

Après une tournée estivale en Italie et un concert à Malte dans le contexte de Miss Malte, le 15 décembre 2013 il se produit de nouveau à l'Auditorium Parco della Musica de Rome pour son second concert de Noël, It's Christmas Day, qui voit la participation de différents chanteurs invités par Valerio: Antonino Spadaccino, Lisa, Kykah et la cantatrice Fey Yue, qui chantent en duo avec lui. Il profite de l'occasion pour annoncer la sortie de son nouveau single Sui nostri passi (sur nos pas) pour le 7 janvier 2014, donc quelques jours avant la sortie de son nouvel album de chansons inédites, pour la plupart écrites par lui-même, prévue pour le 28 janvier 2014.

### AlbumLasciami entrare, tournée, Tale e Quale Show et L'Isola dei Famosi
Le 7 janvier 2014 est publié le single Sui nostri passi, avec la NatyLoveYou fondée par le chanteur lui-même.
Et le 28 janvier est publié l'album Lasciami entrare, et dès le 18 janvier, seulement quelques heures après le début de la prévente, l'album atteint la première position parmi les albums les plus vendus sur iTunes, une des plus importantes plateformes pour la vente de la musique numérique.
Dès le mois de mars, est définie la date des premiers concerts du tour Lasciami entrare : Ascona, en Suisse : les 7 et 8 juin 2014; Londres, en Angleterre : le 11 octobre 2014 ; Pontresina Saint-Moritz, en Suisse : le 20 décembre 2014.
Le 22 avril sort le single Lasciami entrare tiré de l'album homonyme, qui en quelques heures atteint la sixième position dans le classement des singles les plus vendus sur iTunes. Le même jour sort une version remix du single avec un arrangement encore plus pop que celui de la version tirée de l'album. Et tout de suite après Valerio indique la date de la première étape de son "Lasciami Entrare Live Tour" : le 25 mai à Serra de' Conti, donc seulement quelques jours avant le début de son tour européen. Le sponsor de ce tour est Melegatti, un des géants italiens de la pâtisserie, pour lequel le chanteur réalise un spot qui sort le 2 juillet sur les plus grandes chaînes de télévision nationales.
Le 26 juin 2014 le chanteur participe à la Coca Cola Summer Festival 2014 avec la chanson Lasciami entrare et peut ainsi participer au prix Coca Cola Summer Festival pour la chanson de l'été,.
À partir du 12 septembre 2014 il fait partie du cast de l'émission de télévision Tale e Quale Show de la chaîne italienne Rai 1, émission de la Rai présentée par Carlo Conti. Les concurrents doivent imiter des chanteurs italiens ou étrangers.
Il a imité successivement les chanteurs suivants : Francesco Renga avec sa chanson Angelo, Anna Oxa, avec sa chanson Quando nasce un amore, Stevie Wonder, avec deux extraits de Overjoyed et de Isn’t She lovely? , imitation qui obtient la première position , Al Bano avec Il Sole, Orietta Berti avec Via dei Ciclamini, Giuliano Sangiorgi des Negramaro avec Solo 3 minuti, Bon Jovi avec Always , Ornella Vanoni avec Una ragione di più, en obtenant la deuxième place du concours. Les trois semaines suivantes l'émission est réservée aux six meilleurs imitateurs des deux dernières éditions et Valerio présente successivement Prince avec Purple rain, Cher avec Strong enough et Claudio Villa avec Un amore così grande, en obtenant la deuxième position de la finale.
Le 28 octobre 2014 sort le troisième single tiré de son dernier album: Parole di Cristallo est dès sa sortie le premier des singles en vente sur Itunes, le plus grand portail de vente de musique, et reste le premier single pendant 5 jours de suite,. Il est certifié disque d'or par FIMI le 28 octobre 2014 : rechercher la semaine 46 de l'année 2014 dans les archives des certifications de FIMI.
Le 3 décembre 2014 le chanteur publie l'album live It's Xmas Day, contenant 14 chansons de Noël qu'il avait chantées pendant son concert de Noël de 2013. Deux autres chansons sont réservées à la vente dans la version numérique.
À partir du 26 janvier 2015 il est concurrent de l'émission de télévision L'isola dei famosi, dixième édition, de la chaîne de télévision italienne Canale 5, présentée par Alessia Marcuzzi. Il ne sera que quatrième à la finale, mais sa participation à l'émission lui permettra surtout de financer ses futurs projets discographiques.
À partir du mois de mai 2015 Valerio sera en tour dans quelques places italiennes avec son Valerio Scanu Live 2015.
En juin 2015 il participe à la troisième édition du Coca-Cola Summer Festival avec sa chanson Alone, quatrième single tiré de l'album Lasciami entrare, obtenant en outre une nomination pour le  Premio Rtl 102.5 - canzone dell'estate.
Du 30 octobre 2015 au 20 novembre 2015 il participe au tournoi des 12 meilleurs imitateurs 2014 et 2015 de l'émission de télévision Tale e Quale Show, adaptation de l'émission espagnole Tu cara me suena diffusée en direct et en public par Rai 1 et présentée par Carlo Conti. Il imite tour à tour les chanteurs italiens Mango avec la chanson Oro et  Alex Baroni avec la chanson Cambiare , le chanteur autrichien Conchita Wurst avec la chanson Rise Like a Phoenix et pour finir le ténor italien Luciano Pavarotti avec sa célèbre romance Nessun dorma, et remporte la victoire finale. Il décide de donner l'intégralité de son prix à l'Association italienne AIDO, qui s'occupe du Don d'organes.

### Le retour auFestival de SanremoetFinalmente piove(2016)
Le 13 décembre 2015 on annonce sa participation au Festival de Sanremo 2016 dans la catégorie des "Champions" avec la chanson Finalmente piove, composée par l'auteur-compositeur-interprète Fabrizio Moro.
Dans la soirée dédiée aux covers le chanteur chante la chanson Io vivrò (senza te) de Lucio Battisti et Mogol et obtient la deuxième position.
À la fin du festival, malgré un très grand nombre de votes obtenus par téléphone, Valerio n'obtient que la treizième position pour sa chanson Finalmente piove.
Pendant toute la manifestation il a été dirigé par le maestro Peppe Vessicchio, qui l'avait dirigé lors de son premier festival de Sanremo, en 2010.
Le 12 février sort l'album Finalmente piove, qui contient la chanson et la cover présentées à Sanremo et onze autres chansons, dont huit ont été composées par Valerio lui-même avec la collaboration d'autres musiciens et paroliers. L'album, publié sur Itunes, occupe dès sa sortie la première position dans les ventes par téléchargement.
La vidéo officielle de la chanson Finalmente piove sort elle aussi le 12 février et voit la présence du couple Cecilia Rodriguez et Francesco Monte.
Le 21 mars 2016 le single Finalmente piove est certifié disque d'or pour avoir dépassé les 25.000 copies vendues.
Le 8 avril 2016 sort en édition limitée le disque en vinyle de Finalmente piove qui débute à la première place dans le classement Fimi LP.
Le 24 avril 2016 a lieu le premier concert du Finalmente Piove Live Tour 2016 à l'Auditorium Conciliazione de Rome, qui pour l'occasion fait salle comble.
Le 27 mai 2016 sort le deuxième single Io Vivrò (Senza Te) tiré de son album Finalmente piove. Il obtient dès le premier jour la première position dans les ventes par téléchargement sur Itunes, dans la catégorie chansons. Il s'agit de la chanson composée par Lucio Battisti et Mogol que Valerio a chantée à Sanremo 2016, et qui lui a valu la deuxième position dans le classement final de la soirée dédiée aux covers.
La vidéo officielle du single Io Vivrò (Senza Te) sort elle aussi le 27 mai 2016. La mise en scène est de Fabrizio Cestari, avec la participation de Valerio Scanu lui-même et de Shutieva et Diamela Castro.

## Philanthropie
Il commence à s'occuper des problèmes sociaux, en participant en 2007 à un spectacle où sont joués les personnages de Notre-Dame de Paris, le musical de Riccardo Cocciante. 
Quelques années plus tard, précisément le 11 décembre 2012, Valerio Scanu reçoit le prix Personnalité européenne 2012 à l'occasion de la Journée de l'Europe.
Déjà en décembre 2011 il participe avec d'autres artistes à un concert de bienfaisance à Catane pour collecter des fonds en faveur des victimes des inondations en Sicile.
En 2012 il est choisi pour représenter l'Association des bénévoles italiens du sang, l'AVIS, pour sensibiliser les jeunes à l'importance de donner du sang. Dans une entrevue, il précise: 
« Je vais donner du sang une fois par mois (sang, plasma sanguin, plaquettes) et savoir qu'un geste qui pour moi ne coûte que très peu et qui pourrait sauver une vie me rend également orgueilleux. »
En mars 2013 il avoue avoir subi deux opérations de chirurgie esthétique de liposuccion, en affrontant le sujet dans une émission de médecine et de chirurgie esthétique à la télévision, pour sensibiliser les gens aux risques de ces interventions : il a en effet déclaré que sa première opération ayant échoué, il avait été obligé de la refaire. Toujours en 2013 Scanu entame son Live en Acoustique , tournée théâtrale dédiée aux femmes qui sont victimes de la violence. Il les invite à dénoncer les agressions qu'elles subissent et à utiliser tous les moyens que les Institutions ont mis en œuvre pour les protéger. Fin 2013 il participe également au projet Arcu 'e chelu (Arc-en-ciel), sur idée de Eugenio Finardi : réalisation et mise en vente d'une compilation pour aider la population de la Sardaigne victime des récentes inondations. Le chanteur est présent dans cet album avec sa chanson Parto da qui. tirée de son album Parto da qui. En outre, en décembre Valerio participe avec d'autres artistes au gala de bienfaisance "Nati Sardi" (nés en Sardaigne) au Teatro del Verme de Milan pour collecter des fonds en faveur des 60 villes et villages de Sardaigne victimes des récentes inondations.
Le 17 juin 2014, Valerio participe au match de football avec la Nationale Chanteurs Italiens pour aider l'association "La Farfalla Associazione cure palliative Loretta Borzi Onlus" avec ses projets d'aide aux enfants malades du cancer,. Le 19 il participe à la pêche du cœur et gagne et le soir il participe au match de football, toujours avec la Nationale Chanteurs italiens, cette fois pour aider l'hôpital pédiatrique Meyer de Florence et la fondation Niccolò Galli.
Le 20 novembre 2015, Valerio Scanu remporte le tournoi des 12 meilleurs imitateurs 2014 et 2015 de l'émission de télévision Tale e Quale Show. Il décide de donner l'intégralité de son prix à l'Association italienne AIDO, qui s'occupe du Don d'organes.

## Tournées
- Sentimento Tour (2009)
- Valerio Scanu Tour (2009-2010)
- In tutti i luoghi Tour (2010)
- Parto da qui Tour (2011)
- Così diverso Tour (2012)
- Live in Acustico (2013)
- Lasciami entrare tour (2014)
- Lasciami entrare European Live Tour (2014)
- Concerto di Cristallo (2015)
- VSLIVE (2015)

### D'autres tournées et festivals
Il s'agit de tournées italiennes où le chanteur a participé à une ou plusieurs étapes. 
2009
- Amici tour[45]
- Total Request Live On Tour (4 étapes)[46]

2010
- O' Scià - VIII édition

2011
- Nokia Amici In tour (hôte à Trinitapoli)[47]

2012
- Radio cuore tour [48]
- Ciccio Riccio in Tour[49]

2013
- Radio Italia Anni 60 live tour[50]